# Де Соуза Фрага, Алмир
Алмир де Соуза Фрага (порт. Almir de Souza Fraga; род. 26 марта 1969, Порту-Алегри), также известный как просто Алмир (порт. Almir) — бразильский футболист, игравший на позиции нападающего.

## Биография
Алмир выступал более чем в 15 клубах за свою карьеру, в том числе в Японии, Турции и Мексике. В составе «Сан-Паулу» выигрывал Кубок обладателей Кубка КОНМЕБОЛ в 1996 году, забив 4 мяча в кубке. В составе «Атлетико Минейро» выигрывал кубок КОНМЕБОЛ в 1997 году, Кубок столетия Белу-Оризонти в 1998 году и Кубок Меркосур в 1998 году. В сборной Бразилии провёл 5 игр, был заявлен на кубок Америки 1993 года, в котором провёл всего один матч (против Аргентины, который бразильцы проиграли). Завершил карьеру в 2008 году.